# سیارک ۸۸۹
سیارک ۸۸۹ (به انگلیسی: 889 Erynia، نامگذاری:1918DG) هشتصد و هشتاد و نهمین سیارک کشف شده‌است که در ۵ مارس ۱۹۱۸ و در هایدلبرگ کشف شد.
قدر مطلق سیارک برابر ۱۱٫۱۰ است.